# Rewolucja według Ludwika
Rewolucja według Ludwika (jap. ルードヴィッヒ革命 Rūdovihhi kakumei) – manga autorstwa Kaori Yuki, publikowana na łamach magazynów „Melody”, „Hana to Yume Step”, „Hana to Yume” i „Bessatsu Hana to Yume” wydawnictwa Hakusensha w latach 1999–2007. W Polsce seria została wydana przez wydawnictwo Japonica Polonica Fantastica.

## Fabuła
Na rozkaz ojca, książę Ludwig (Lui), ekstrawagancki były kolekcjoner kobiecych zwłok, wyrusza w podróż po kraju wraz ze swoim wiernym i dobrodusznym sługą Wilhelmem, by znaleźć sobie narzeczoną.

## Produkcja
Rewolucja według Ludwika to parodia baśni. Kaori Yuki wpadła na pomysł stworzenia mangi po rozważeniu tradycyjnej roli książąt w baśniach: zauważyła, że w większości opowieści „książęta nic nie robią, są mało interesujący, i właśnie to chciałam zrewolucjonizować”. W całej serii pojawiają się nawiązania do baśni takich jak Królewna Śnieżka i Roszpunka w wersjach zebranych przez braci Grimm, a także Sinobrody i Kopciuszek w wersji Charles’a Perraulta. Yuki zmodyfikowała także pewne elementy baśni. Na przykład w jej wersji Królewna Śnieżka okazuje się być złą postacią – taki zwrot akcji pojawia się dlatego, że Yuki nie potrafiła pogodzić się z myślą, jak dobroduszna dziewczyna mogłaby rozkazać swojej macosze tańczyć aż do śmierci.

## Manga
Pierwszy rozdział mangi ukazał się w styczniowym numerze magazynu „Melody” z 1999 roku. Kolejne rozdziały były publikowane okazjonalnie w magazynach „Hana to Yume Step” i „Hana to Yume”. Później seria została przeniesiona do miesięcznika „Bessatsu Hana to Yume”, w którym była publikowana od numeru z września 2006 do numeru z września 2007. Wydawnictwo Hakusensha zebrało rozdziały mangi w 4 tankōbonach, wydawanych od 18 czerwca 2004 do 18 grudnia 2007.
Polski przekład mangi ukazał się nakładem wydawnictwa Japonica Polonica Fantastica.
| Nr | Język japoński   | Język japoński         | Język polski  | Język polski           |
| Nr | Data wydania     | ISBN                   | Data wydania  | ISBN                   |
| -- | ---------------- | ---------------------- | ------------- | ---------------------- |
| 1  | 18 czerwca 2004  | ISBN 978-4-592-17095-2 | czerwiec 2014 | ISBN 978-83-7471-392-4 |
| 2  | 19 stycznia 2007 | ISBN 978-4-592-18409-6 | sierpień 2014 | ISBN 978-83-7471-393-1 |
| 3  | 19 czerwca 2007  | ISBN 978-4-592-18410-2 | styczeń 2015  | ISBN 978-83-7471-394-8 |
| 4  | 18 grudnia 2007  | ISBN 978-4-592-18411-9 | kwiecień 2015 | ISBN 978-83-7471-395-5 |

Sequel, zatytułowany Ludwig gensōkyoku (jap. ルードヴィッヒ幻想曲), początkowo ukazał się jako samodzielny rozdział w lutowym numerze magazynu „Bessatsu Hana to Yume” z 2012 roku. Następnie manga była kontynuowana w formie mini-serii, publikowanej w tym samym magazynie od numeru z lipca 2013 do numeru z września tego samego roku. Wydawnictwo Hakusensha zebrało rozdziały w jednym tankōbonie i opublikowało go 18 października 2013.